# ناصر القصبی
ناصر قاسم القصبی (عربی: ناصر قاسم القصبی؛ زادهٔ ۲۸ نوامبر ۱۹۶۱) هنرپیشه اهل کشور عربستان سعودی است. او در تاریخ ۲۸ نوامبر ۱۹۶۱ در شهر ریاض متولد شد. این هنرمند از سال ۱۹۸۴ میلادی تاکنون مشغول فعالیت بوده‌است.